# Bibliothèque de l'université de Chicago
La bibliothèque de l'université de Chicago (en anglais : University of Chicago Library) est une bibliothèque universitaire située dans le secteur de Hyde Park à Chicago, dans l'État de l'Illinois.
Il s'agit de l'une des plus grandes bibliothèques universitaires des États-Unis, avec quelque 11,3 millions de volumes imprimés et numériques, 62 300 pieds linéaires d'archives et de manuscrits et l'équivalent de 153 téraoctets d'archives numériques, données de recherche et autres collections numérisées en 2015-2016.

## Présentation
La bibliothèque de l'université de Chicago comprend six bâtiments situés sur le campus de l'université : la bibliothèque John Crerar pour la science, la médecine et la technologie (en), la bibliothèque de droit D'Angelo, la bibliothèque Eckhart pour les mathématiques, la bibliothèque Joe et Rika Mansueto (en), la bibliothèque Joseph Regenstein pour les sciences humaines, les sciences sociales, les entreprises et les collections spéciales (en) et la bibliothèque d'administration des services sociaux (en).
La bibliothèque de l'université de Chicago a été fondée par le président de l'université de Chicago, William Rainey Harper, qui a mis en place les collections spéciales en 1891.